# Офосу-Айе, Фил
Филемон Офосу-Айе (англ. Philemon Ofosu-Ayeh; род. 15 сентября 1991, Мёрс, Северный Рейн-Вестфалия) — ганский и немецкий футболист, защитник шведского «Хальмстада». Выступал за национальную сборную Ганы.

## Клубная карьера
Футболом начинал заниматься в клубе «Вильгельмсхафен», откуда в 2007 году перешёл в молодёжную команду «Ольденбурга», где провёл два года. В 2009 году вернулся в «Вильгельмсхафен», за основной состав которого дебютировал 21 ноября 2009 года в матче региональной лиги с «Госларером». Затем выступал за клубы третьей лиги «Рот-Вайсс» и «Дуйсбург». В апреле 2014 года подкисал контракт с «Ааленом» из второй бундеслиги. После того, как клуб вылетел в дивизион ниже, Офусу-Айе покинул команду. В мае 2015 года стал игроком «Айнтрахта» из Брауншвейга, заключив двухлетний контракт. За два года принял участие в 54 матчах за клуб, в которых забил 12 мячей. За это время принял участие в 40 матчах в различных турнирах и забил один мяч. Вместе с клубом дошёл до 1/8 финала кубка страны, где команда уступила «Штутгарту».
Летом 2017 года присоединился к английскому «Вулверхэмптону». Провёл несколько матчей за молодёжную команду клуба. За основной состав не играл из-за травмы. В августе 2018 года на правах аренды до конца сезона отправился в «Ганзу». В январе 2019 года арендное соглашение было расторгнуто, после чего он присоединился к «Вюрцбургер Киккерс».
13 февраля 2021 года подписал однолетний контракт со шведским «Хальмстадом». Дебютировал за основной состав в чемпионате Швеции 11 апреля, выйдя с первых минут на матч с «Хеккеном». На 20-й минуте встречи он получил травму крестообразных связок, в результате чего был вынужден пропустить весь сезон. В сезоне 2022 года принял участие в 25 матчах Суперэттана, в которых забил два мяча, чем помог своему клубу занять вторую строчку в турнирной таблице и вернуться в Алльсвенскан.

## Карьера в сборной
14 октября 2015 года провёл единственный матч в составе национальной сборной Ганы. В товарищеской игре против Канады Офосу-Айе появился на поле в середине второго тайма, выйдя на замену вместо Харрисон Аффул.

## Достижения
Хальмстад:
- Второе место Суперэттана: 2022

## Клубная статистика
| Выступление         | Выступление       | Выступление      | Лига | Лига | Кубки | Кубки | Конт. кубки | Конт. кубки | Итого | Итого |
| Клуб                | Лига              | Сезон            | Игры | Голы | Игры  | Голы  | Игры        | Голы        | Игры  | Голы  |
| ------------------- | ----------------- | ---------------- | ---- | ---- | ----- | ----- | ----------- | ----------- | ----- | ----- |
| Вильгельмсхафен     | Регионаллига      | 2009/10          | 4    | 1    | 0     | 0     | 0           | 0           | 4     | 1     |
| Вильгельмсхафен     | Регионаллига      | 2010/11          | 26   | 1    | 0     | 0     | 0           | 0           | 26    | 1     |
| Вильгельмсхафен     | Итого             | Итого            | 30   | 2    | 0     | 0     | 0           | 0           | 30    | 2     |
| Рот-Вайсс Эрфурт    | Третья лига       | 2011/12          | 27   | 0    | 0     | 0     | 0           | 0           | 27    | 0     |
| Рот-Вайсс Эрфурт    | Третья лига       | 2012/13          | 32   | 1    | 0     | 0     | 0           | 0           | 32    | 1     |
| Рот-Вайсс Эрфурт    | Итого             | Итого            | 59   | 1    | 0     | 0     | 0           | 0           | 59    | 1     |
| Дуйсбург            | Третья лига       | 2013/14          | 33   | 1    | 1     | 0     | 0           | 0           | 34    | 1     |
| Дуйсбург            | Итого             | Итого            | 33   | 1    | 1     | 0     | 0           | 0           | 34    | 1     |
| Аален               | Вторая Бундеслига | 2014/15          | 32   | 1    | 3     | 0     | 0           | 0           | 35    | 1     |
| Аален               | Итого             | Итого            | 32   | 1    | 3     | 0     | 0           | 0           | 35    | 1     |
| Айнтрахт Брауншвейг | Вторая Бундеслига | 2015/16          | 20   | 0    | 3     | 0     | 0           | 0           | 23    | 0     |
| Айнтрахт Брауншвейг | Вторая Бундеслига | 2016/17          | 16   | 1    | 1     | 0     | 0           | 0           | 17    | 1     |
| Айнтрахт Брауншвейг | Итого             | Итого            | 36   | 1    | 4     | 0     | 0           | 0           | 40    | 1     |
| Ганза               | Третья лига       | 2018/19          | 5    | 0    | 0     | 0     | 0           | 0           | 5     | 0     |
| Ганза               | Итого             | Итого            | 5    | 0    | 0     | 0     | 0           | 0           | 5     | 0     |
| Вюрцбургер Киккерс  | Третья лига       | 2018/19          | 4    | 0    | 0     | 0     | 0           | 0           | 4     | 0     |
| Вюрцбургер Киккерс  | Итого             | Итого            | 4    | 0    | 0     | 0     | 0           | 0           | 4     | 0     |
| Хальмстад           | Алльсвенскан      | 2021             | 1    | 0    | 2     | 0     | 0           | 0           | 3     | 0     |
| Хальмстад           | Суперэттан        | 2022             | 25   | 2    | 0     | 0     | 0           | 0           | 25    | 2     |
| Хальмстад           | Итого             | Итого            | 26   | 2    | 2     | 0     | 0           | 0           | 28    | 2     |
| Всего за карьеру    | Всего за карьеру  | Всего за карьеру | 225  | 8    | 10    | 0     | 0           | 0           | 235   | 8     |

## Статистика в сборной
| Матчи и голы Фила Офосу-Айе за национальную сборную Ганы | Матчи и голы Фила Офосу-Айе за национальную сборную Ганы | Матчи и голы Фила Офосу-Айе за национальную сборную Ганы | Матчи и голы Фила Офосу-Айе за национальную сборную Ганы | Матчи и голы Фила Офосу-Айе за национальную сборную Ганы | Матчи и голы Фила Офосу-Айе за национальную сборную Ганы |
| №                                                        | Дата                                                     | Оппонент                                                 | Счёт                                                     | Голы                                                     | Соревнование                                             |
| -------------------------------------------------------- | -------------------------------------------------------- | -------------------------------------------------------- | -------------------------------------------------------- | -------------------------------------------------------- | -------------------------------------------------------- |
| 1                                                        | 14 октября 2015                                          | Канада                                                   | 1:1                                                      | 0                                                        | Товарищеский матч                                        |

Итого:1 матч и 0 голов; 0 побед, 1 ничья, 0 поражений.